# Lycosa rufimanoides
Lycosa rufimanoides är en spindelart som först beskrevs av Embrik Strand 1908.  Lycosa rufimanoides ingår i släktet Lycosa och familjen vargspindlar.
Artens utbredningsområde är Bolivia. Inga underarter finns listade i Catalogue of Life.